# Patricio Briones
Patricio Antonio Briones Moller (Concepción, Chile, 10 de marzo de 1972) es un exbaloncestista profesional chileno.

## Carrera

### Inicios en Chile
El gran capitán de la Selección de básquetbol de Chile, es considerado el jugador chileno más experimentado, gracias a su desempeño en el básquetbol internacional y en la selección, en la que juega desde 1993. Con 14 años y midiendo ya 2.05 hizo sus primeros pasos en el deporte de los cestos, integrándose al equipo de su colegio (Liceo A-109, actualmente Juan Gómez Millas de El Bosque). Un año después, ingresó a la escuela de basquetbol de la Universidad Católica de Chile, donde comenzó su carrera federada, obteniendo grandes logros a nivel cadetes y juvenil. Unos años más tarde, y por razones académicas, participó en la selección de basquetbol de la Universidad de Santiago de Chile (donde cursó la carrera de Publicidad) llegando a disputar sus primeros nacionales universitarios. En esas fechas el extinto club Banco del Estado de Chile, le dio la oportunidad de hacer sus primeros pasos profesionales en la Liga Profesional de Chile (DIMAYOR), teniendo destacadas actuaciones como novato. Ya en su segunda temporada con los bancarios, dio muestras de ser un jugador con proyección, ganándose el galardón de mejor jugador promisorio, lo que le permitió emigrar al sur de Chile, específicamente a la Universidad de Concepción. Institución que logró 3 títulos en 5 años, dejando una huella importante en la carrera de Briones, dándole paso a una carrera internacional.
También tuvo un corto paso (18 meses) por la Universidad de Dade, donde tuvo la oportunidad de participar en un campus de preparación en vistas del Draft de la NBA de 1994.

### Traspaso internacional: Argentina
La Asociación Deportiva Atenas de Córdoba de Argentina, le abrió las puertas con la no menos difícil tarea de cumplir con su rol de elemento extranjero en una de las ligas más exigentes y duras del continente americano: La Liga Nacional de Básquet (LNB), teniendo como compañeros a la élite del basquetbol argentino, en uno de los clubes históricamente más ganadores y reconocidos mundialmente. Un título coronó su primer año en Argentina, pero malas decisiones institucionales pusieron en jaque la continuidad de él promediando su segunda temporada.

### Vuelta a Chile
De vuelta a Chile, transitoriamente llevó a Español de Talca a semifinales en el torneo 2000 y 2001, pero no logró conseguir ningún título.

### De nuevo a Argentina
Volvió a Argentina 2001 a defender a Pico Football Club de La Pampa, Argentina, donde tuvo una destacada participación a pesar de una lesión que lo trajo de vuelta a Chile unos meses más tarde.

### Idas y vueltas por la cordillera
Ya en Chile, y recuperado, fichó por la Universidad de Concepción, donde quedaron eliminados en semifinales. En el año 2002 ficha por Provincial Llanquihue con quienes disputa la Liga Sudamericana y posteriormente la liga, si bien entremedias de ambas competiciones defendió los colores de Deportes Castro en la LIBSUR, en la DIMAYOR logró un nuevo título de liga. Jugó de prestado en Deportivo Valdivia el Cto. Sudamericano de Clubes ese mismo año, donde el equipo obtuvo un exitoso subcampeonato y al acabar la temporada, volvió a la Argentina para jugar por Estudiantes de Bahía Blanca, si bien dejó al equipo apenas llegó por problemas de índole personal.
De vuelta a Chile siguió dos temporadas más defendiendo los colores de Provincial Llanquihue logrando un nuevo entorchado en 2003 y al acabar la temporada 2004 se marchó a Venezuela, donde defendió los colores de Panteras de Miranda en la LPB hasta que una lesión volvió a dejarlo fuera. Volviendo al país firmó por  Deportes Ancud una temporada y de ahí pasó a Liceo Mixto de los Andes donde jugó 4 temporadas hasta  2009 y coronándose campeón en tres de ellas. A nivel internacional, al finalizar la temporada 2008 se unió a los Halcones de Córdoba de la LNBP en México y en 2009 firmó por Tabaré en la LUB uruguaya, equipo que buscaba eludir el descenso sin éxito.

### 2012: actualidad
En la temporada 2012 firmó nuevamente por el club Liceo Mixto, para jugar la Dimayor 2012, nueva edición de la División Mayor del Básquetbol de Chile. Portaba la camiseta 25. Se retiró como profesional en 2018, aunque siguió practicando básquetbol, siendo parte del combinado nacional sénior. De hecho, representó a Chile en un panamericano +45 y en un mundial +40.
2022: Se ha desarrollado como un gran formador y entrenador para nuevas promesas del Basquetbol Nacional.

### Participaciones con la Selección
| Torneo               | Sede      | Resultado |
| -------------------- | --------- | --------- |
| Sudamericano de 1997 | Venezuela | Quinto    |
| Sudamericano de 1999 | Argentina | Séptimo   |
| Sudamericano de 2001 | Chile     | Sexto     |
| Sudamericano de 2003 | Uruguay   | Quinto    |
| Sudamericano de 2004 | Brasil    | Quinto    |
| Sudamericano de 2006 | Venezuela | Sexto     |
| Sudamericano de 2008 | Chile     | Sexto     |
| Sudamericano de 2010 | Colombia  | Séptimo   |

## Trayectoria
- 1992-1993 Banco del Estado de Chile, DIMAYOR
- 1994-1996 Universidad de Concepción, DIMAYOR
- 1997  Deportivo Petrox, Liga Sudamericana
- 1997-1998 Universidad de Concepción, DIMAYOR
- 1998-99 Atenas de Córdoba, LNB
- 1999 Español de Talca, DIMAYOR
- 2000 Universidad Alas Peruanas, Liga Sudamericana
- 2000 Regatas Lima, Cto. Sudamericano de Clubes
- 2000 Español de Talca, DIMAYOR
- 2000-01 Pico FC, LNB
- 2001 Universidad de Concepción, DIMAYOR
- 2002 Provincial Llanquihue, Liga Sudamericana
- 2002 Club Deportes Castro, LIBSUR
- 2002 Club Deportivo Valdivia, Cto. Sudamericano de Clubes
- 2002 Provincial Llanquihue, DIMAYOR
- 2002-03 Club Estudiantes de Bahía Blanca, LNB
- 2003-2004 Provincial Llanquihue, DIMAYOR, Liga Sudamericana 2003, Cto. Sudamericano de Clubes 2004 y LIBSUR
- 2005 Panteras de Miranda, LPB
- 2005 Deportes Ancud, DIMAYOR, Liga Sudamericana y LIBSUR
- 2006-2008 Liceo Mixto de Los Andes, DIMAYOR, Liga Sudamericana 2007, Liga de las Américas 2008-09 y Cto. Sudamericano de Clubes 2008
- 2008-09 Halcones UV Córdoba, LNBP
- 2009 Liceo Mixto de Los Andes, DIMAYOR
- 2009-10 Club Atlético Tabaré, LUB
- 2010 * 2010 Piratas de Bogotá, Copa Invitacional
- 2012 Sagrados Corazones
- 2012 Liceo Mixto, DIMAYOR
- 2013 Sagrados Corazones
- 2013 Puerto Varas, Liga Nacional
- 2014 Tinguiririca San Fernando, Liga Nacional
- 2015 Universidad de Concepción, Liga Nacional
- 2017 Club Deportivo Asociación de Basquetbol Temuco, Liga Saesa

### Campeonatos
| Título  | Club                      | País      | Año     |
| ------- | ------------------------- | --------- | ------- |
| Dimayor | Universidad de Concepción | Chile     | 1995    |
| Dimayor | Universidad de Concepción | Chile     | 1997    |
| Dimayor | Universidad de Concepción | Chile     | 1998    |
| LNB     | Atenas de Córdoba         | Argentina | 1998/99 |
| Dimayor | Provincial Llanquihue     | Chile     | 2002    |
| Dimayor | Provincial Llanquihue     | Chile     | 2003    |
| Dimayor | Liceo Mixto               | Chile     | 2007    |
| Dimayor | Liceo Mixto               | Chile     | 2008    |
| Dimayor | Liceo Mixto               | Chile     | 2009    |